# Voorbereiding (strafrecht)
De strafbare voorbereiding in het Nederlandse strafrecht is gecodificeerd in artikel 46 Wetboek van Strafrecht.

1. Voorbereiding van een misdrijf waarop naar de wettelijke omschrijving een gevangenisstraf van acht jaren of meer is gesteld is strafbaar, wanneer de dader opzettelijk voorwerpen, stoffen, informatiedragers, ruimten of vervoermiddelen bestemd tot het begaan van dat misdrijf verwerft, vervaardigt, invoert, doorvoert, uitvoert of voorhanden heeft.
2. Het maximum van de hoofdstraffen op het misdrijf gesteld wordt bij voorbereiding met de helft verminderd.
3. Geldt het een misdrijf waarop levenslange gevangenisstraf is gesteld, dan wordt gevangenisstraf opgelegd van ten hoogste vijftien jaren.
4. De bijkomende straffen zijn voor voorbereiding dezelfde als voor het voltooide misdrijf.
5. Onder voorwerpen worden verstaan alle zaken en alle vermogensrechten.

Deze bepaling is in de wet opgenomen nadat er veel kritiek was op het Grenswisselkantoor-arrest van de Hoge Raad in 1987.
Ten tijde van dit arrest was het voorbereiden van een misdrijf niet strafbaar. In het GWK-arrest konden de twee daders niet vervolgd worden voor poging tot een gewapende bankoverval (afpersing, artikel 317 Sr), omdat het voornemen van de daders zich niet door een begin van uitvoering had geopenbaard.
De twee mannen zaten in een gestolen auto met valse nummerborden te wachten op de komst van de eerste bankemployee. In de auto bevond zich een geladen dubbelloops jachtgeweer en een imitatie handvuurwapen, alsook handboeien, touw en tape om de bankemployee te knevelen. Ze droegen dubbele kleding en hadden pruiken bij zich. Al deze voorbereidingen waren voor de Hoge Raad onvoldoende om te concluderen tot een begin van uitvoering. De verdachten zaten nog in de auto te wachten op een geschikt moment toen de gewaarschuwde politie arriveerde.
Mede door dit voorval heeft de wetgever conform art. 81 e.v. Grondwet het leerstuk van de strafbare voorbereiding in de Wetboek van Strafrecht gecodificeerd.
De voorwaarden voor een strafbare voorbereiding zijn:
1. voorbereiding van een misdrijf waarop naar de wettelijke omschrijving een gevangenisstraf van acht jaren of meer is gesteld
2. opzet (mogelijk in iedere vorm: oogmerk, noodzakelijkheidsbewustzijn, voorwaardelijk opzet)
3. voorbereidingshandelingen (verwerven, vervaardigen, invoeren, doorvoeren, uitvoeren of voorhanden hebben)
4. voorbereidingsmiddelen (voorwerpen, stoffen, informatiedragers, ruimten of vervoermiddelen)
5. bestemd tot het begaan van dat misdrijf (als onder voorwaarde 1)

(Het vereiste van "kennelijke" bestemdheid is sinds 1 februari 2007 vervallen).
In de zaak van Samir A is gebleken dat ook voorbereidingshandelingen die niet geschikt waren om een aanslag daadwerkelijk te kunnen plegen, toch tot vervolging kunnen leiden. Dit omdat in tegenstelling tot de strafbare poging, de voorbereidingsdaad niet slechts in objectieve zin moet worden bekeken. De intentie van de dader is hierin van doorslaggevende betekenis.
Net als bij de strafbare poging heeft de verdachte de mogelijkheid om vrijwillig terug te treden (art. 46b Wetboek van Strafrecht) Het moet echter gaan om een spontane terugtred. Externe omstandigheden die ervoor zorgen dat de dader zijn voorbereidingshandelingen afbreekt valt niet onder de vrijwillige terugtred.
Tegen bepaalde gevallen van voorbereiding van seksueel misbruik is er verdergaande wetgeving, zie Zedendelict, art. 248e Sr.